# Michel-Ange Houasse
Michel-Ange Houasse, né à Paris en 1680 et mort le 30 septembre 1730 à Arpajon, est un peintre français baroque. Fils et élève du peintre René-Antoine Houasse, il fait carrière en Espagne à la cour du roi Philippe V, où il se distingue par ses scènes de genre originales.

## Biographie
Formé à la peinture par son père, Michel-Ange Houasse est reçu à l'Académie royale de peinture et de sculpture en 1707, son morceau de réception étant un tableau intitulé Hercule et Lychas, aujourd'hui conservée au musée des beaux-arts de Tours. Appelé par le contrôleur des finances du roi d'Espagne Jean Orry, il se rend à Madrid en avril 1715 peu de temps après les noces de Philippe V et d'Élisabeth Farnèse. Il fut nommé Pintor de Cámara du Roi, titre qu'il conserva jusqu'à la fin de sa vie. En 1727, malade, il revient en France pour se rétablir. De retour à Madrid, sa santé continue de se détériorer et il meurt en 1730 à Arpajon, sur la voie du retour vers Paris.

## Son œuvre
La plus grande partie de son œuvre, très variée, se trouve en Espagne. Il a peint aussi bien des scènes mythologiques dans la veine de Poussin, que des portraits de la famille royale, des vues de résidences royales (pour la plupart conservées aux palais de Madrid, à La Granja et au Riofrío) et des peintures religieuses. Mais il est surtout connu pour ses scènes de genre, où il fait preuve d'un grand sens de la composition et d'un style précis et qui abordent une grande variété de sujets : il peint des vues de salles de classe de 
l'Académie de dessin de Madrid, des sujets tirés de Don Quichotte ou encore des scènes de jeux populaires (comme la Balançoire, Colin-maillard). Malgré sa formation française, des influences espagnoles se font ressentir dans son art, faisant de lui un artiste assez original. Ainsi le cycle de la Vie de saint François Régis, composé de six tableaux aujourd'hui conservés à l'Instituto de San Isidro, a inspiré Goya pour la chapelle des Borgia à la cathédrale de Valence tout comme ses représentations de divertissements populaires (Goya en a tiré des cartons de tapisserie).

## Œuvres
- Hercule et Lychas, 1707, huile sur toile, musée des beaux-arts, Tours.
- Louis Ier, roi d'Espagne, 1717, huile sur toile, 172 × 112 cm, musée du Prado, Madrid.
- Bacchanale, 1719, huile sur toile, 125 × 180 cm, musée du Prado, Madrid.
- La Sainte Famille, vers 1720, huile sur toile, Castres, musée Goya
- Vue de l'Escorial, 1723, huile sur toile, 50 × 82 cm, musée du Prado, Madrid.
- Sainte Famille, 1726, musée du Prado, Madrid.
- L'Académie de dessin (Intérieur d'école, Alcazar de Madrid), 1728, huile sur toile, 61 × 72,5 cm, Palais royal, Madrid.

## Galerie d’œuvres

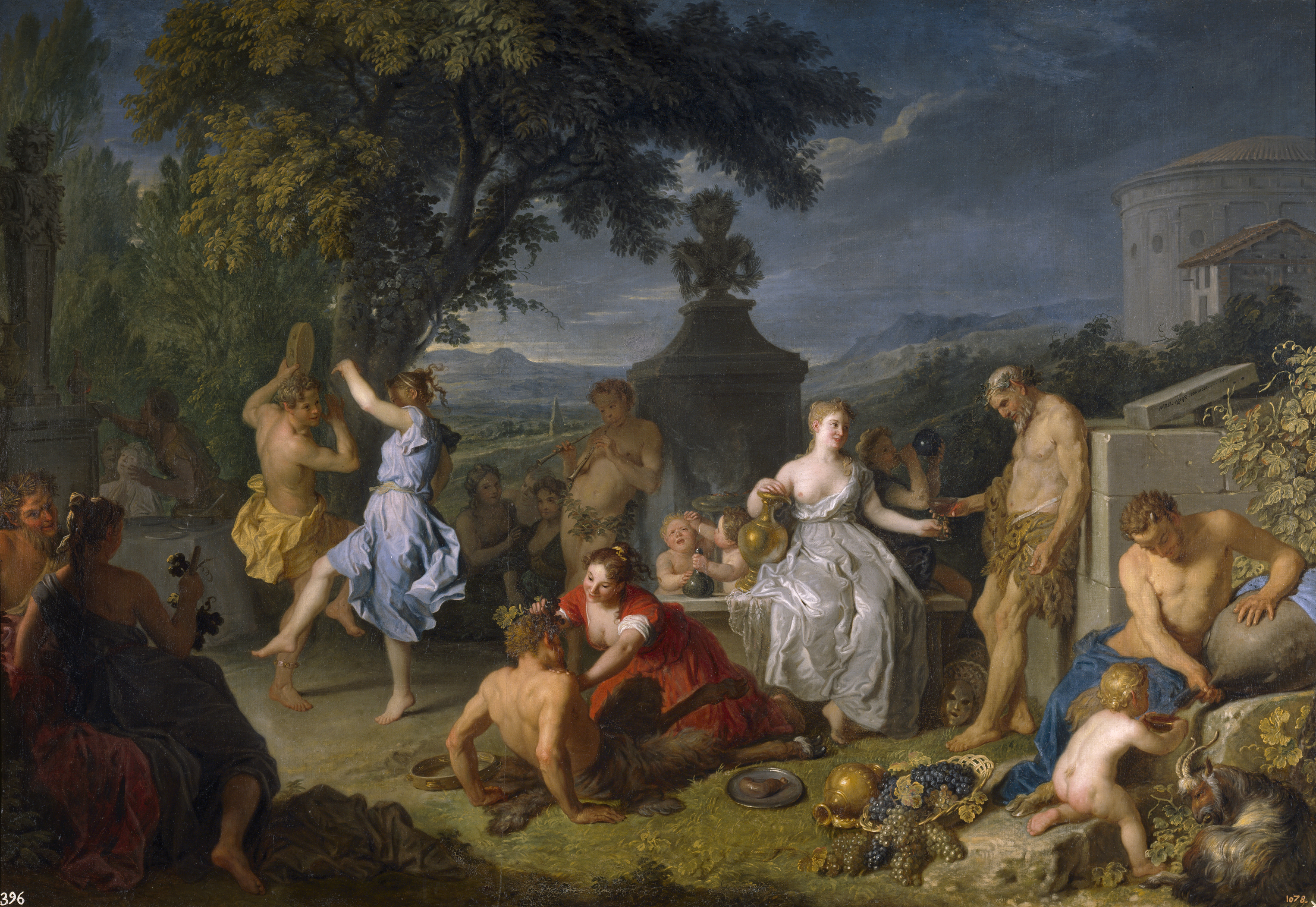
Bacchanale, 1719, huile sur toile, 125 × 180 cm, musée du Prado, Madrid.
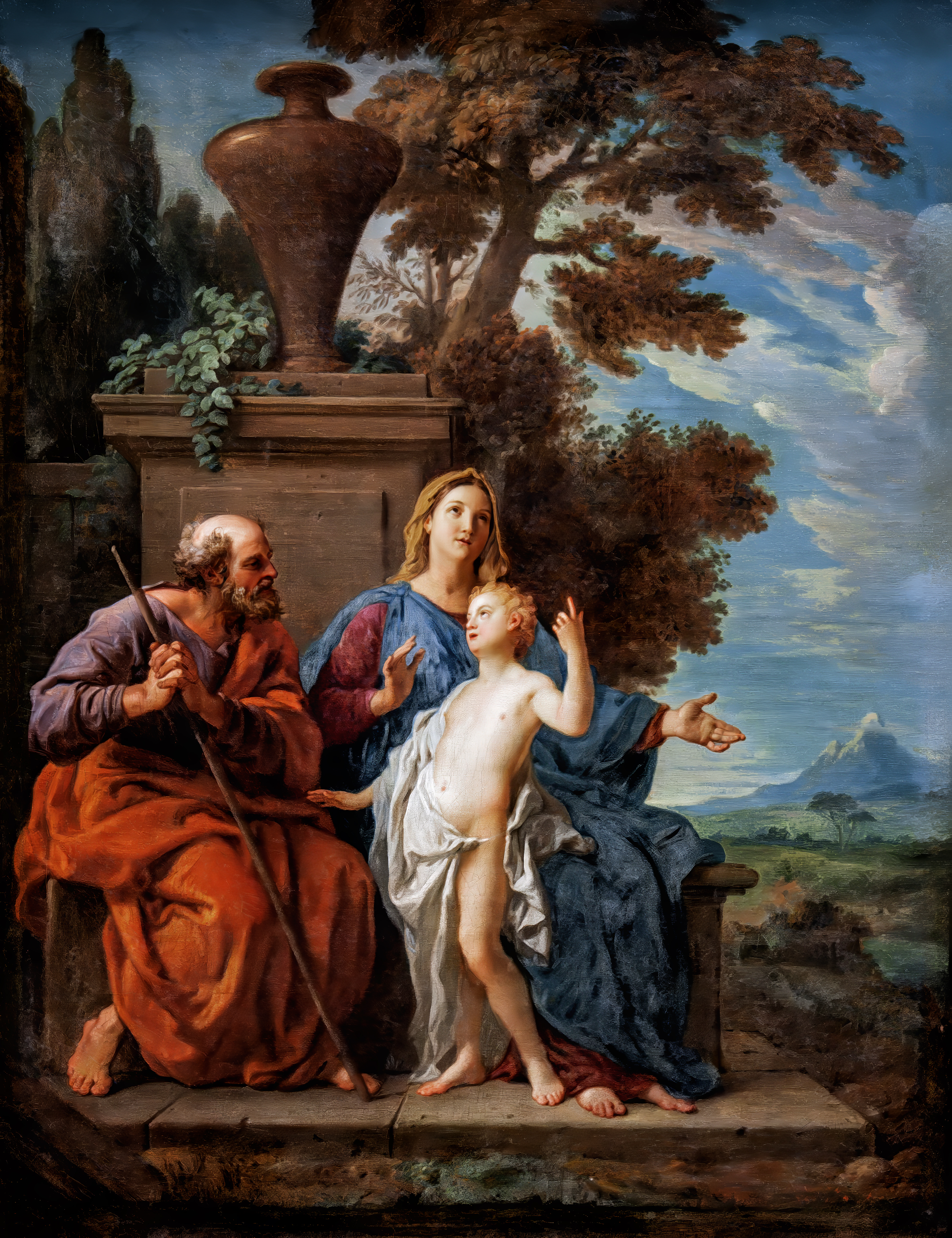
La Sainte Famille, 1720, huile sur toile, 86 × 66 cm, musée Goya, Castres.
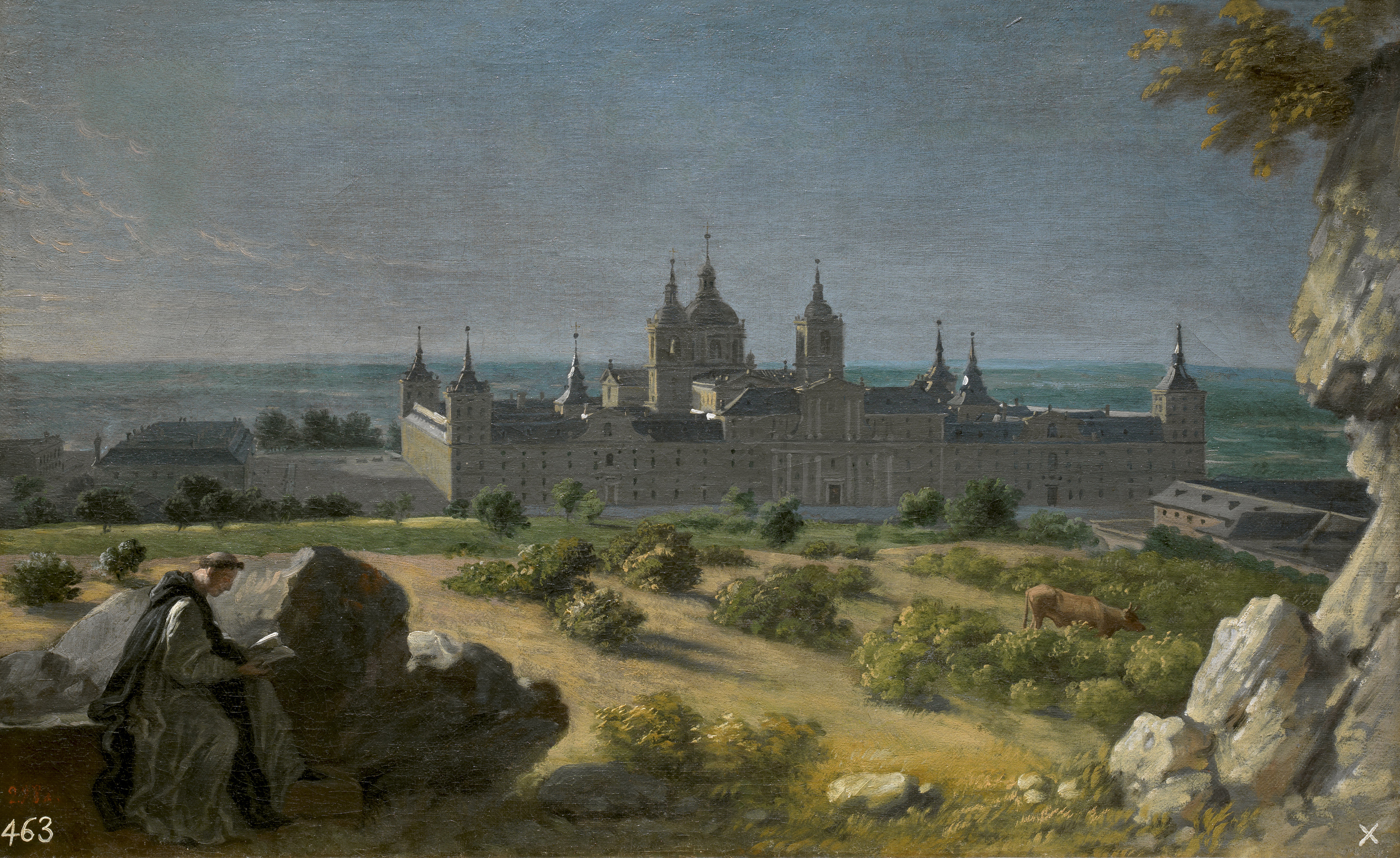
Vue de l'Escorial, 1723, huile sur toile, 50 × 82 cm, musée du Prado, Madrid.